# Danny Noonan
Daniel Nicholas Noonan (Lincoln, 14 luglio 1965) è un ex giocatore di football americano statunitense che ha militato nel ruolo di defensive end nella National Football League (NFL).

## Carriera

### Dallas Cowboys
Al college Noonan giocò a football a Nebraska, venendo premiato come All-American. Fu scelto dai Dallas Cowboys nel corso del primo giro (dodicesimo assoluto) nel Draft NFL 1987. I Cowboys lo scelsero per essere il successore dell'All-Pro Randy White e per aiutarli a ravvivare una defensive line in là con l'età. Dopo il più lungo sciopero un rookie nella storia della franchigia all'epoca, scese nelle gerarchie della squadra mentre tentava di apprendere gli schemi della difesa dell'allenatore Tom Landry, diventando un giocatore impiegato solo in particolari situazioni di gioco. Iniziò nel ruolo di defensive end, prima di essere spostato a defensive tackle nella seconda metà della stagione. White fu rallentato dagli infortuni, così Noonan giocò nelle situazioni di corsa, chiudendo con 27 tackle e un sack.
All'inizio della seconda stagione era considerato il giocatore più forte dei Cowboys, riuscendo a sollevare 229 kg sulla panca piana. Malgrado infortuni a un'anca, a un ginocchio e a una caviglia, nel 1988 ebbe la sua miglior stagione a livello statistico, quando sostituì White come titolare, facendo registrare 84 placcaggi, 7,5 sack (leader della squadra assieme a Garry Cobb) e ritornò un intercetto in touchdown. Contro gli Atlanta Falcons intercettò un passaggio deviato sulla linea di scrimmage ritornandolo per 17 yard in touchdown e mise a segno un sack sul quarterback Chris Miller che diede luogo a una safety. Nell'ottava partita contro i Philadelphia Eagles ebbe 9 tackle e 3 sack.
Nel 1989 Noonan saltò 9 partite per un infortunio all'inguine subito durante il training camp, partendo come titolare solo in 5 gare su 7, con 23 tackle, 9 pressioni sul quarterback, un sack e un passaggio deviato.
Nel 1990 tornò stabilmente titolare, finendo quarto (primo tra i defensive lineman) della squadra in tackle (85), oltre a 4,5 sacks, 16 pressioni sul quarterback e 4 passaggi deviati.
Nel 1991 partì come tackle destro titolare per le prime tre gare ma con l'arrivo di Tony Casillas, e l'emergere di Russell Maryland di Jimmie Jones, fu poi spostato nel ruolo di riserva per il resto della stagione, mettendo a segno 20 tackle (2 con perdita di yard), una pressione sul quarterback, un passaggio deviato e un sack.
Fu svincolato dopo essere partito come titolare nelle prime due gare della stagione 1992 per fare spazio a Russell Maryland al suo ritorno da un infortunio a un piede. Con i Cowboys partì come titolare in 41 gare su 67, mettendo a segno 15 sack.

### Green Bay Packers
Il 16 settembre 1992 Noonan firmò con i Green Bay Packers, giocando sei gare come riserva nella difesa 3-4, facendo registrare 4 placcaggi, prima di venire svincolato il 10 novembre.

### Denver Broncos
Il 6 aprile 1993 Noonan firmò come free agent con i Denver Broncos. Si ritirò il 17 agosto dopo avere saltato metà del training camp per un infortunio a un ginocchio.

## Palmarès
- Super Bowl : 1

Dallas Cowboys: XXVII
- National Football Conference Championship: 1

Dallas Cowboys: 1992